# Samuel Masham, 1:e baron Masham
Samuel Masham, 1:e baron Masham, född omkring 1679, död 1758, var en engelsk hovman, gift 1707 med drottning Annas favorit, Abigail Hill.
Samuel Masham var kammarjunkare hos Annas gemål, prins Georg av Danmark, och sedermera
brigadgeneral (1710) samt upphöjd till peer som baron Masham (1712). 